# Owens-Illinois
Owens-Illinois ou O-I é uma empresa multinacional que fabrica embalagens de vidro dos Estados Unidos. Foi fundada em 1929 em Perrysburg, Ohio e possui como clientes principais empresas de comidas e empresas de bebidas da América do Norte, América Latina, Europa e Ásia-Pacífico.
É a maior fabricante de embalagens de vidro do mundo e possui 75 plantas industriais em 21 países.

## Ligações Externas
«O-i.com» (em inglês)